# Cadillac Catera
Cadillac Catera var en øvre mellemklassebil og Cadillac, General Motors' luksusmærkes indstigningsmodel. Modellen var ikke enestående, men derimod en variant af Opel Omega B med standardmonteret luksusudstyr.
I 1990'erne kunne en fabrikant af luksusbiler som Cadillac ikke kun leve af deres store modeller. En udvidelse af programmet med en mindre model var nødvendig. Med overtagelsen af Opel Omega kunne General Motors holde udviklingsomkostningerne nede, og man kunne med en bil bygget i Tyskland bedre konkurrere med Mercedes-Benz og BMW.
Catera blev bygget i Rüsselsheim sammen med Omega og eksporteret til USA som komplet bil. Bilen kom på markedet i sommeren 1996, altså først to år efter introduktionen af Omega B. Modellen fandtes kun med 3,0-liters V6-benzinmotor. Effekten var i USA opgivet til 147 kW (200 hk), hvor den i Europa var 155 kW (211 hk).
I sommeren 1999 fik Catera et facelift ligesom Omega.
I efteråret 2001 blev Catera taget af programmet, mens Omega fortsatte frem til midten af 2003.
Efter cirka et halvt års pause blev modellen afløst af Cadillac CTS i marts 2002.